# Peter Ankersen
Peter Svarrer Ankersen, född 22 september 1990 i Esbjerg, är en dansk fotbollsspelare som spelar för FC Nordsjælland. 
Han är tvillingbror med fotbollsspelaren Jakob Ankersen.

## Karriär
Den 26 september 2020 återvände Ankersen till FC Köpenhamn, där han skrev på ett fyraårskontrakt. Den 1 juni 2024 värvades Ankersen av FC Nordsjælland, där han skrev på ett tvåårskontrakt.

## Meriter
Esbjerg fB
- Dansk cupvinnare: 2013

 Red Bull Salzburg
- Österrikisk mästare: 2015
- Österrikisk cupvinnare: 2015

 FC Köpenhamn
- Dansk mästare (4): 2016, 2017, 2019, 2022
- Dansk cupvinnare: 2016, 2017